# Kendrickia ignivenatus
Kendrickia ignivenatus is een slakkensoort uit de familie van de Camaenidae. De wetenschappelijke naam van de soort is voor het eerst geldig gepubliceerd in 1985 door Solem. De soort komt voor in de Napier Range in Kimberley.